# Traktaten i Corbeil (1258)
Traktaten i Corbeil var en traktat underskrevet 11. maj 1258 i Corbeil (i dag Corbeil-Essonnes) nær Paris af repræsentanter for Ludvig 9. af Frankrig og Jakob 1. af Aragonien.
Den franske konge afstod, som arving til Karl den Store, sine krav på overherredømmet til grevskaberne i den Spanske Mark.
Jakob 1. afstod sine krav på Fenouillet-du-Razès og Peyrepertuse inklusiv borgene Puilaurens, Fenouillet, Castellfisel og Quéribus. Derudover afstod han sine krav på overherredømmet over Toulouse, Saint Gilles, Quercy, Narbonne, Albi, Carcassonne (del af Grevskabet Toulouse siden 1213), Razès, Béziers, Lauragais, Termes og Ménerbes (givet som len i 1179 til Roger 2. Trencavel). Ligeledes afstod han Agde og Nîmes, hvor vicegreven siden 1112 havde været underlagt greverne af Barcelona samt Rouergue, Millau og Gévaudan (fra arven efter Douce af Provence). Han bevarede overherredømmet over Vicegrevskabet Carlat, Herskabet Montpellier og baroniet Aumelas.
I traktaten stod også at kongen af Aragonien skulle afstå sine feudale rettigheder til Grevskabet Foix, men det blev afvist af kongen, da han ratificerede traktaten 16. juli 1258 med den begrundelse, at det ikke var under den franske konges overherredømme.
Ifølge traktaten skulle Jakob 1.s datter Isabella af Aragonien gifte sig med Ludvig 9.s arving Filip 3.
Den 17. juli afstod Aragoniens konge sine arverettigheder til Grevskabet Provence i det Tysk-romerske Rige efter sin onkel Ramon Berenguer 4., greve af Provence, som døde i 1245 til fordel for grevens datter Marguerite, der var gift med den franske konge.
Det direkte resultat af traktaten var en begrænsning af Aragoniens kongers interesser i Sydfrankrig. Indirekte muliggjorde det også at Provence kunne blive inkorporeret i Frankrig efter at Huset Capet uddøde.